# Alarmnummer
Een alarmnummer of noodnummer is een telefoonnummer om de hulpdiensten (zoals politie, ambulance en brandweer) snel te kunnen spreken. In elk land van de Europese Unie, en een aantal andere Europese en niet-Europese landen, geldt 112 als alarmnummer. In verschillende landen functioneren behalve 112 ook andere alarmnummers, zoals 911.

## Geschiedenis
In het Verenigd Koninkrijk kwam men in 1937 voor het eerst op het idee om een uniform oproepnummer voor het bereiken van de hulpdiensten in te stellen, na een brand in Londen waarbij vijf vrouwen om het leven kwamen. Het werd op 30 juni 1937 in Londen geïntroduceerd als het nummer 999. In België werd een centraal oproepnummer voor dringende hulpverlening geïntroduceerd in 1958. Het was de Hasseltse politicus Paul Meyers, op dat moment minister van Openbare Werken, die in 1958 na een nachtelijke ministerraad moeilijk dringende hulp bij een verongelukte auto kon krijgen. Het oproepnummer diende eenvoudig te zijn en niet van de plaats af te hangen waar de beller zich bevond. Men koos voor de gratis nummers 900, voor dringende hulp van de brandweer en voor dringende medische hulp, en voor 901, voor dringende hulp van de Rijkswacht en 906 voor dringende hulp van de Politie. Later, halverwege de jaren 80, werden de nummers veranderd in respectievelijk 100 en 101. Nog later werd het Europese noodnummer 112 ingevoerd, dat parallel werd gesteld met het nummer 100.
Dankzij het centraliseren van de dringende hulpvragen en het uniforme oproepnummer voor het hele land, kon er gemakkelijker en efficiënter een beroep gedaan worden op brandweer, politie en medische hulpverlening.
De oudere bevolking spreekt in België vaak nog over “de 900”, hoewel dit nummer al lange tijd niet meer in gebruik is.
Andere landen volgden het voorbeeld van een centraal alarmnummer. In Nederland werd aanvankelijk in een aantal regio's op proef 0011 als alarmnummer in gebruik genomen (details te vinden in de Lijst van historische Nederlandse netnummers § Speciale nummers). Het centrale alarmnummer werd in 1990 algemeen ingevoerd, maar het werd in 06-11 veranderd, omdat de internationale toegangscode van 09 in 00 veranderd werd. In 1997 werd het Nederlandse alarmnummer in 112 veranderd. Dit nummer is inmiddels in vrijwel alle Europese landen actief. Het wordt vaak met streepjes tussen de cijfers geschreven (1-1-2) maar het nummer moet achter elkaar worden gekozen zonder op kiestonen te wachten. Ook 06-11 werd overigens met een streepje geschreven.
In Nederland zijn ook algemene politie- en brandweernummers van kracht voor niet-spoedeisende zaken, respectievelijk 0900-8844 voor de politie, en 0900-0904 voor de brandweer.

## Werking van alarmnummers

### België
Een dringende oproep via het alarmnummer 100 of 112 komt uit in een Noodcentrale 112 (afgekort NC112; vroeger Hulpcentrum 100/112 (HC100/112) genaamd). Iedere provincie en het Brussels Hoofdstedelijk Gewest hebben hun eigen NC112 in de provinciehoofdstad, behalve Waals-Brabant, waar sinds de opdeling van de provincie Brabant in het Brussels Hoofdstedelijk Gewest, Vlaams-Brabant en Waals-Brabant nog steeds geen NC112 is opgericht.  De NC112 kan onmiddellijk een ambulance, PIT-team, MUG-team of een brandweerploeg ter plaatse sturen. Indien ook politiebijstand nodig is, kunnen zij contact opnemen met het CIC van de politiediensten.
Een dringende oproep via het alarmnummer 101 komt uit in een Communicatie- en Informatiecentrum (CIC). Elke provincie en het Brussels Hoofdstedelijk Gewest heeft een CIC. De operatoren van het CIC bestaan uit burgerpersoneel en politieagenten. Het CIC beantwoordt de noodoproepen en verzorgt de dispatching. De dispatching heeft rechtstreeks contact met de politieploegen op de baan.
Het is de bedoeling dat in de toekomst het NC112 en het CIC van eenzelfde provincie samensmelten tot één noodcentrale. Hiervoor moeten wel nog heel wat aanpassingen gebeuren, zoals het samenvoegen van de verschillende meldkamers. Anno 2013 is in de provincies Vlaams-Brabant, Oost-Vlaanderen, West-Vlaanderen en Namen het fysiek samenvoegen van de twee meldkamers al voltooid.

#### Keuzemenu
Vanaf 11 februari 2020 moet iedereen die in België naar het noodnummer 100/101/112 belt, eerst kiezen welke hulp nodig is. Door het indrukken van het cijfer 1 wordt men doorverbonden met de centrale voor ambulance en brandweer, door het kiezen van 2 wordt men doorverbonden  met de politie (101). Hierna krijgt men iemand aan de lijn. In alle gevallen dat het noodnummer wordt gebeld, wordt er geholpen, ook als het niet lukt een keuze te maken, een verkeerde keuze wordt gemaakt of helemaal geen keuze wordt gemaakt. 
"De maatregel moet vermijden dat een oproep nog moet worden doorgeschakeld en dat er zo kostbare tijd verloren gaat. Zo blijven ook de operatoren van beide noodcentrales meer beschikbaar. Met een smartphone kan je ook de app 112 gebruiken als je in nood bent. In de app kan je voor je belt al de juiste hulpdienst kiezen", zegt Verfaillie.

### Nederland

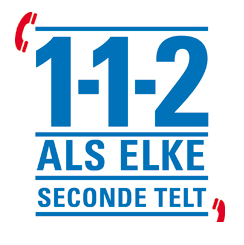
Nederlandse 1-1-2

In Nederland worden de 112-oproepen behandeld door de meldkamers van de hulpdiensten. Er is één landelijke meldkamer en zijn er meerdere regionale meldkamers.
De beller van het nummer 112 komt eerst uit bij de meldkamer van de Landelijke Eenheid in Driebergen. Tot 2017 werd er nog onderscheid gemaakt of er werd gebeld met een vaste lijn of een mobiele telefoon. Vaste lijnen kwamen toen nog direct uit bij de dichtstbijzijnde meldkamer van de hulpdiensten, terwijl mobiele oproepen eerst bij de meldkamer in Driebergen binnenkwamen en daarna doorgeschakeld werden naar de juiste regionale meldkamer. De landelijke meldkamer treedt zo op als eerste filter tegen bijvoorbeeld misbruik van het alarmnummer en ontziet zo de belasting op regionale meldkamers. Ook kan de landelijke meldkamer in tijden van grote drukte bij een regionale meldkamer, bijvoorbeeld bij een groot incident met veel 112-bellers, oproepen tijdelijk doorzetten naar een andere regionale meldkamer. Zij nemen de aanname van de noodoproepen dan tijdelijk over.
Bij binnenkomst van een 112-oproep bij de landelijke meldkamer in Driebergen vraagt de centralist welke hulpdienst men wil spreken en in welke plaats. Hierna schakelt de centralist de beller door naar de juiste regionale meldkamer. De landelijke 112-centrale in Driebergen is in alle regio's onderdeel van de regionale meldkamers van de hulpdiensten.
Het alarmnummer is altijd bereikbaar, maar uitdrukkelijk alleen voor spoedeisende hulp bedoeld. Het misbruik maken van de dienst is dan ook strafbaar en hierop staat een maximale geldboete van €9.000,- of een gevangenisstraf van maximaal drie maanden. De meldkamers beschikken over de mogelijkheid om de gebruikte telefoon te identificeren. In gevallen van extreme hinder kunnen telefoonnummers of zelfs IMEI-nummers geblokkeerd worden. Zij kunnen na de blokkade niet langer meer bellen met het noodnummer 112 of zij kunnen tijdelijk uitgesloten worden van het bellen met 112.
37% van de binnenkomende gesprekken bij de alarmcentrales wordt niet doorgezet naar de hulpdiensten. Soms wordt opzettelijk vals alarm gegeven, maar ook is er vaak sprake van zogenaamde broekzakbellers. Het is altijd mogelijk 112 te telefoneren, ook met een mobiele telefoon zonder beltegoed, buiten bereik van het eigen netwerk of zonder simkaart, en er worden geen telefoonkosten in rekening gebracht. Overigens staat het gesprek, indien van toepassing, altijd op de gespecificeerde gespreksnota vermeld. Dit geldt voor het bellen via een mobiele telefoon en een vaste telefoonlijn van KPN, alsook voor internetbellen.
Spoedeisende hulp voor doven en slechthorenden kan via 0800-8112 worden ingeroepen door middel van speciale teksttelefoons, waarover degenen die het betreft reeds beschikken. Niet-spoedeisende hulp voor doven en slechthorenden met teksttelefoon gaat via 0900-1844, beide alleen in Nederland.

#### Toekomst

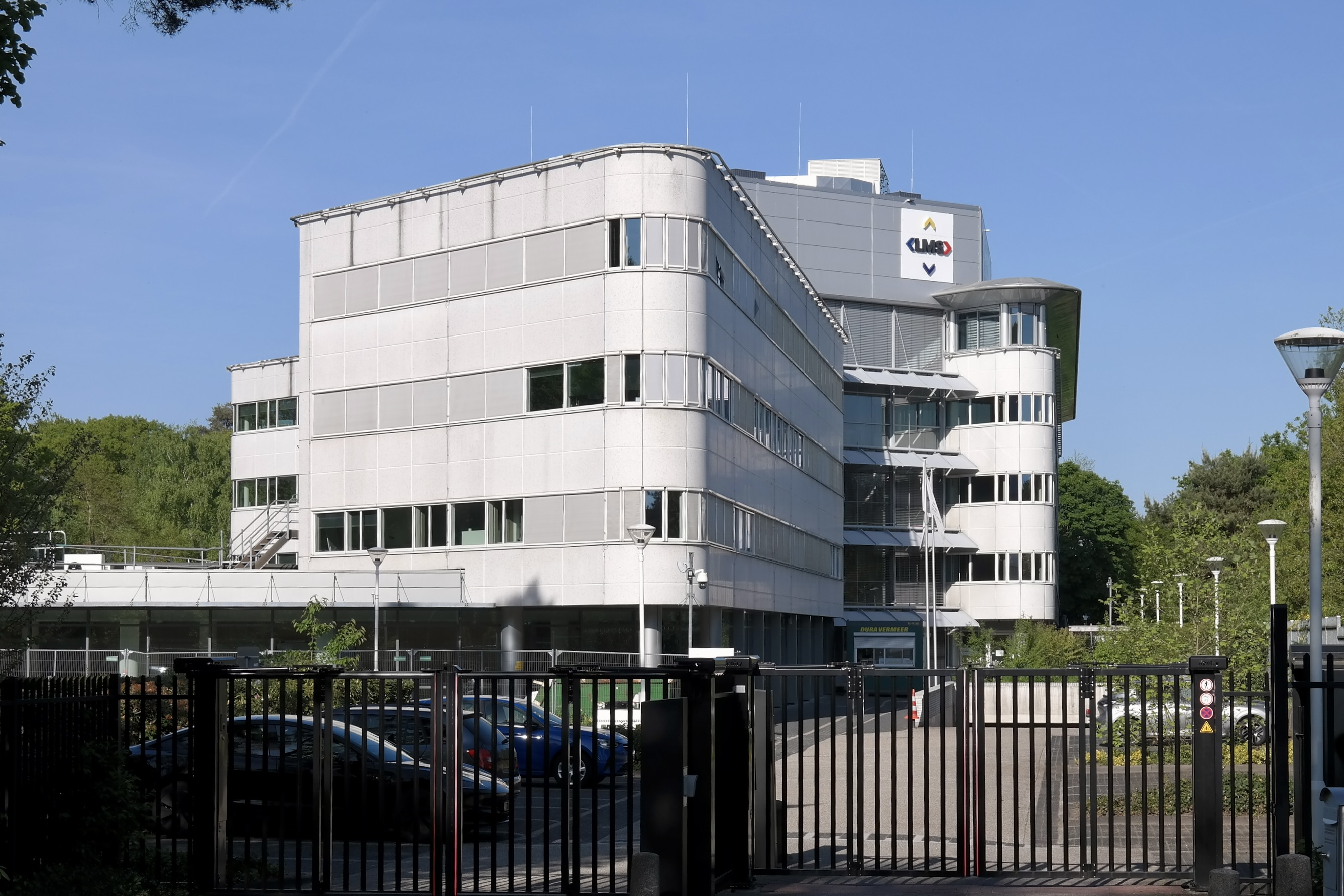
Het kantoorgebouw van de Landelijke Meldkamer Samenwerking in Huis ter Heide.

Ambulancezorg, brandweer, Koninklijke Marechaussee en politie moeten in de toekomst één landelijk netwerk van tien samenwerkende meldkamers krijgen, die elkaars taken kunnen overnemen als dat nodig is en 24/7 beschikbaar en bereikbaar zijn. De centralisten en de calamiteitencoördinator worden in hun werk geholpen door de regionale beheerteams en het Meldkamer Diensten Centrum (MDC), die samen zorgen voor de continuïteit en kwaliteit van de operationele informatiesystemen op de meldkamers. Zij draaien piketdiensten om er voor te zorgen dat problemen met ICT ook 's nachts kunnen worden opgelost.
De Landelijke Meldkamer Samenwerking (LMS) moet dit netwerk gaan beheren. Medio 2025 zou het netwerk gereed moeten zijn.

### Saba,Sint EustatiusenBonaire
In Caribisch Nederland wordt niet 112, maar 911 gebruikt als alarmnummer (zoals in de Verenigde Staten en Canada). Iemand die 112 belt, wordt echter wel doorgeschakeld naar 911.

## Storingen

### Storingen in Nederland
Op 9 oktober 2012 kreeg men in Nederland te maken met een storing bij 112. De storing ontstond omdat er twee essentiële glasvezelverbindingen niet werkten. Door de storing kreeg 50 procent van de 112-bellers een meldtekst te horen in plaats van een centralist aan de lijn. Bellers bleven daardoor in de wacht staan.
Ook op 24 juni 2019 kreeg Nederland te maken met een storing in het netwerk van KPN, hierdoor waren 112 en 0900-8844 niet bereikbaar. Op 14 april 2023 had Nederland te maken met een storing in het netwerk van Vodafone, hierdoor kon er niet mobiel gebeld worden. Ook 112 was hierdoor slecht te bereiken.

### Storingen in België
In België kreeg op 5 april 2019 internetprovider Proximus te maken met een storing op het netwerk, waardoor veel nummers, inclusief noodnummers 100, 101 en 112 enkele uren niet bereikbaar waren.

## Alarmnummers per land

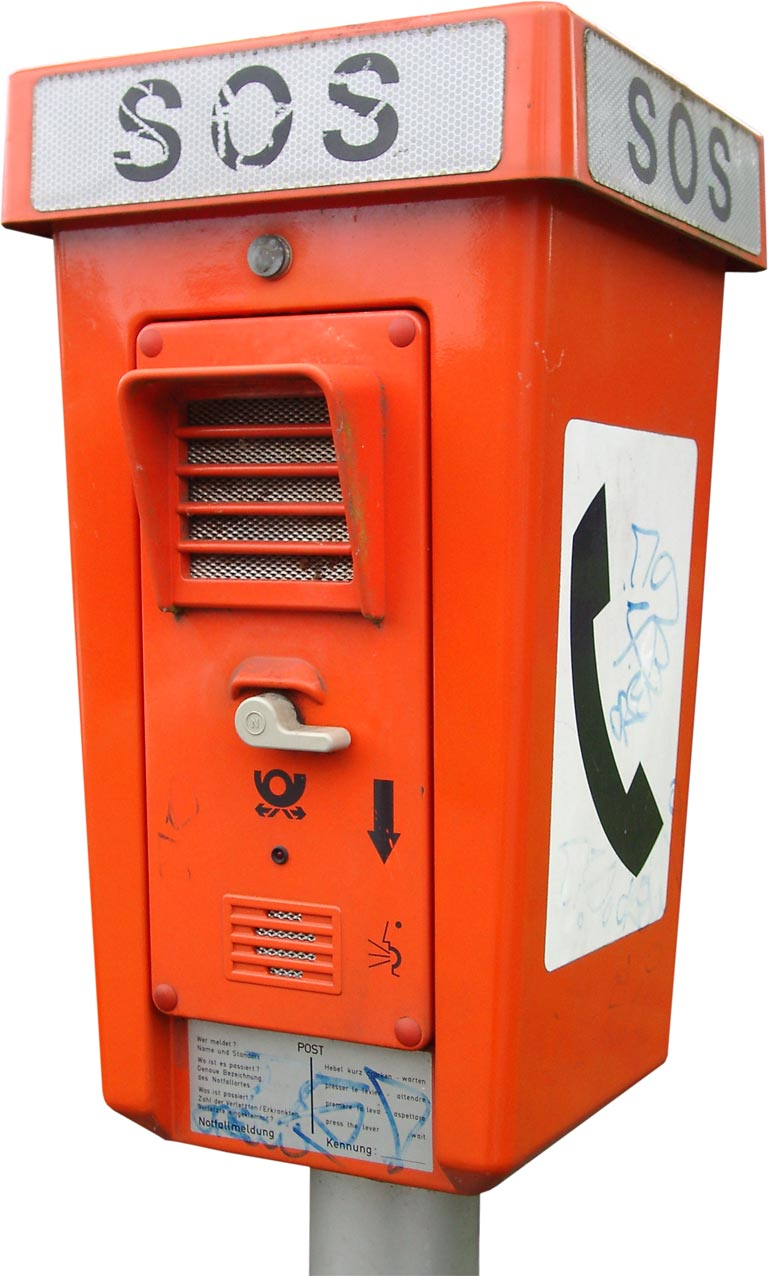
Een Duitse praatpaal

### Europa
De Europese Unie wilde een Europees alarmnummer invoeren zodat mensen die in de Europese Unie reizen niet telkens alle plaatselijke alarmnummers zouden moeten onthouden. Het nummer 112 werd door de Conférence Européenne des Administrations des Postes et Télécommunications (CEPT) aanbevolen: het is snel draaibaar op een telefoon met kiesschijf, maar kan niet zoals 111 per ongeluk worden gevormd door drie keer op het haakcontact te drukken. Het nummer 112 werd door het Europees besluit 91/396/EEG dan ook als Europees alarmnummer gekozen. De Europese richtlijn 2002/22/EG verplichtte de invoering van het nummer 112.
Het alarmnummer 112 is van kracht in elk land van de Europese Unie. In sommige andere Europese en niet-Europese landen wordt het nummer 112 ook gebruikt. Dit is in Europa het geval in Albanië, Andorra, IJsland, Kosovo, Liechtenstein, Monaco, Montenegro, Noord-Macedonië, Noorwegen, Oekraïne, San Marino, Servië, Vaticaanstad en Zwitserland. Niet (of niet geheel) in Europa liggende landen die 112 gebruiken zijn onder andere Israël, Rusland en Turkije. In sommige van de landen waar 112 van kracht is, is het het enige alarmnummer, in andere landen is 112 van kracht naast plaatselijke alarmnummers. In weer andere landen, bijvoorbeeld Australië, waar 112 geen officieel alarmnummer is, wordt 112 soms toch naar het plaatselijke alarmnummer doorgeschakeld.
De meeste mobiele telefoons hebben een vooraf geprogrammeerde lijst van alarmnummers, waar het nummer 112 meestal in zit naast andere alarmnummers zoals 911. In België en Nederland kunnen deze nummers ook gevormd worden op een mobiele telefoon zonder geldig abonnement, zonder een pincode te moeten ingeven of zonder de toetsen te moeten deblokkeren. Indien het netwerk van de eigen aanbieder niet beschikbaar is, schakelt de telefoon automatisch over op het netwerk van een concurrerende aanbieder voor een 112-oproep. In Nederland is het tevens mogelijk 112 te bellen met een mobiele telefoon zonder geldige simkaart, in België is dit niet mogelijk om misbruik tegen te gaan. Oproepen naar alarmnummers krijgen prioriteit op de gsm-netwerken. Bij oproepen via een vaste telefoonverbinding wordt het adres van de verbinding automatisch meegedeeld aan de alarmcentrale; bij mobiele oproepen wordt alvast de locatie van de gsm-mast meegedeeld, en indien technisch mogelijk ook de GPS-locatie van de telefoon; dit wordt Advanced Mobile Location (AML) genoemd.
Jaarlijks wordt op 11 februari de Europese 112-dag georganiseerd. Deze dag werd binnen de Europese Unie geïntroduceerd om het bestaan van het Europese bereik van 112 te promoten.

### Noord-Amerika
In de Verenigde Staten en Canada is 911, uitgesproken als 'nine one one', het alarmnummer. Hier zijn ook de tv-programma's Rescue 911 en 9-1-1 naar vernoemd.

### Zuid-Amerika
In Suriname is het algemene alarmnummer voor politie en medische nood 115 en voor de brandweer 110. Er is ook nog het nummer 117 om een particuliere ambulance op te roepen.
In andere landen in Zuid-Amerika zijn andere alarmnummers in gebruik. In Brazilië, Argentinië en Chili worden de nummers 112 of 911 soms doorgeschakeld naar plaatselijke alarmnummers.

### Oceanië
In Australië is het alarmnummer 000, uitgesproken als 'triple zero'. Het nummer 112 wordt vanaf een mobiele telefoon wel naar 000 doorgeschakeld. In Nieuw-Zeeland is het alarmnummer 111.

### Azië
In de Aziatische landen zijn verschillende alarmnummers in gebruik. In India wordt het alarmnummer 112 ingevoerd dat de oude alarmnummers zou moeten vervangen; tegen 2017 zou het nummer 112 operationeel zijn.

### Afrika
Er zijn verschillende alarmnummers in gebruik in de Afrikaanse landen, waaronder soms 112.

### Iridium
Voor gebruikers van Iridium (vaak mensen op zee of in de bergen waar alleen satellietcommunicatie mogelijk is) bestaat het nummer 767 (overeenkomend met de toetsen waarop vaak SOS staat, zie naambellen). Mensen die dit nummer bellen kunnen hulp krijgen in noodsituaties op locaties waar weinig of geen signaal is voor gewone mobiele toestellen.

## Intern alarmnummer
Grote bedrijfsnetwerken hebben vaak een eigen intern alarmnummer. Dat maakt het mogelijk om met één oproep zowel de interne bedrijfshulpverleners als de externe hulpdiensten te alarmeren. Op deze manier kan ook gealarmeerd worden via telefoontoestellen waarmee niet extern gebeld mag worden. Als interne nummers vier cijfers hebben is dat vaak het nummer 2222. Meestal geeft dit nummer verbinding met de portier of receptie, die dan tevens fungeert als interne alarmcentrale.

## Specifieke noodnummers
Voor sommige specifieke (al dan niet spoedeisende) situaties zijn er specifieke noodnummers.

### België
Het koninklijk besluit betreffende de nooddiensten van 2 februari 2007 definieert de volgende noodnummers:
1. de medische spoeddienst: 100 en 112
2. de brandweerdiensten: 100 en 112
3. de politiediensten: 101 en 112
4. de civiele bescherming: 100 en 112
5. het antigifcentrum: 070-245 245 (voor dringend professioneel advies bij vergiftigingen)
6. de zelfmoordpreventie: 0800-32 123, 02 649 95 55 en 1813 (bedoeld voor mensen die aan zelfmoord denken, hun familie en nabestaanden)
7. de teleonthaalcentra: 106, 107 en 108 (bedoeld voor mensen die dringend nood hebben aan een gesprek in het algemeen)
8. de kindertelefoondiensten: 102 (bekend onder de naam Awel), 103 en 104 (dit nummer is gereserveerd, maar wordt niet uitgebaat)
9. het Europees centrum voor vermiste en seksueel misbruikte kinderen: 116000 (voorheen 110; in België wordt dit nummer beantwoord door Child Focus)

Opmerkelijk hierbij is dat niet alle 3-cijferige nummers noodnummers zijn. 105 wordt gebruikt door het Belgische Rode Kruis en is geen noodnummer, aangezien het om neutraliteitsredenen niet als nooddienst wil worden beschouwd. Aan de andere kant zijn sommige standaardnummers wel als noodnummer erkend.
De wet betreffende de elektronische communicatie van 13 juni 2005 deelt de nooddiensten in twee groepen in: nooddiensten die ter plaatse hulp bieden (1-2-3-4 uit de lijst hierboven) en nooddiensten die op afstand hulp bieden (5-6-7-8-9 uit de lijst hierboven). Voor de eerste groep is het vereist om de locatie van de beller te kennen. Deze wordt bepaald op de volgende wijze:
- voor oproepen vanaf een vast telefoonnummer wordt het adres van de lijn opgezocht in een database die door de netwerkoperatoren ter beschikking wordt gesteld;
- voor oproepen vanaf een mobiel nummer wordt de (benaderde) locatie van de beller bepaald op basis van de antenne (mast en sector) die het gesprek gecapteerd heeft.

De sleutel voor de opzoeking is dus steeds het nummer van de beller. Het nummer wordt daarom steeds aan de noodcentrale meegegeven, ook als de beller zijn nummer niet wenst te tonen.
Voor de tweede groep is er geen lokalisatie en soms (namelijk voor oproepen naar teleonthaal) ook geen presentatie van het bellende nummer.
Naast de noodnummers bestaat er in België nog een aantal speciale telefoonnummers voor hulpverlening:
- Het Meldpunt geweld, misbruik en kindermishandeling voor Vlaanderen is bereikbaar op het nummer 1712 voor mensen die vragen hebben over geweld, misbruik of kindermishandeling.
- Het Rode Kruis kreeg het nummer 105 toegewezen voor haar centrale dispatching en oproepen in verband met niet-dringend patiëntenvervoer.
- Het nummer 1733 wordt sinds 2017 uitgebouwd tot het oproepnummer voor minder dringende medische problemen en huisartswachtdiensten tijdens weekenden en feestdagen (om de noodnummers 100 en 112 te ontlasten). Anno 2022 is het nummer nog niet in heel België actief.
- In dezelfde trend wordt bij stormweer door de FOD Binnenlandse Zaken het nummer 1722 geactiveerd voor minder dringende brandweerinterventies (eveneens om de nummers 100 en 112 te ontlasten).
- Bij verlies of diefstal van een identiteitskaart of Belgisch paspoort kan men DOC STOP bellen op het nummer 00800-21232123 om kaart of paspoort te laten blokkeren.
- Bij verlies of diefstal van een bankkaart kan men evenwel CARD STOP bellen op het nummer 078-170170 om de kaart te laten blokkeren. Dit nummer vervangt sinds januari 2022 het vroegere 070-344344.[23]
- Om tips en informatie over misdrijven of verdwijningen te melden aan de politie is er het nummer 0800-30300.

### Nederland
- 113 Zelfmoordpreventie is vanaf juli 2020 bereikbaar op het nummer 113 en het gratis nummer 0800-0113, voor mensen die een gesprek nodig hebben.[24]
- Voor niet-dringende politieaangelegenheden is er het landelijke nummer 0900-8844, Geen spoed, wel politie.
- Voor niet-dringende brandweeraangelegenheden is er het landelijke nummer 0900-0904, Geen spoed, wel brandweer.[25]
- Om anoniem informatie en tips rond criminaliteit te melden is er het nummer 0800-7000, Meld Misdaad Anoniem.
- Het alarmnummer van de dierenpolitie en dierenambulance in Nederland is 144.
- Om verloren bankpassen te laten blokkeren is er het nummer 0800-0313.